# Kasteel van Rougemont
Het Kasteel van Rougemont (Frans: Château de Rougemont) is een kasteel in de Franse gemeente Rougemont-le-Château. Het kasteel is een beschermd historisch monument sinds 1996.